# 唐瑢
唐瑢（1438年—？），字玉潤，雲南雲南左衛官籍，順天府宛平縣人，明朝政治人物。進士出身。

## 生平
早年出身國子生，成化七年（1471年）辛卯科雲南鄉試第八名。成化十一年（1475年）乙未科會試第一百五十三名，殿試登進士第三甲第一百六十九名。官南京户部郎中。后致政归，号贞硕先生。

## 家族
曾祖父唐祐，曾任鎮撫。祖父唐完，曾任鎮撫。父亲唐顯，曾任千戶。